# Mittelmiller-villa

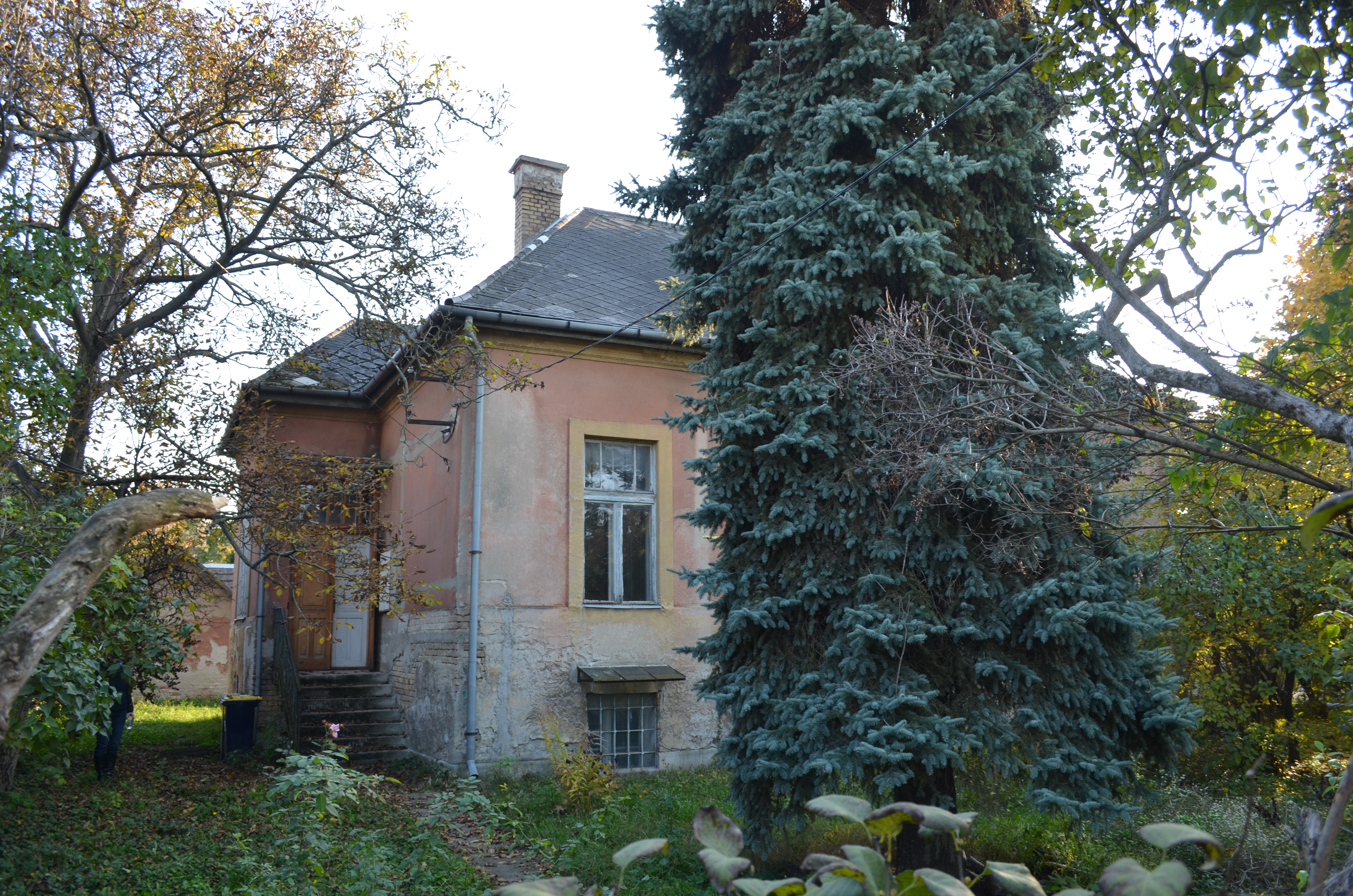
A Mittelmiller-villa, Budapest XVI. kerület, Ómátyásföld (2015)

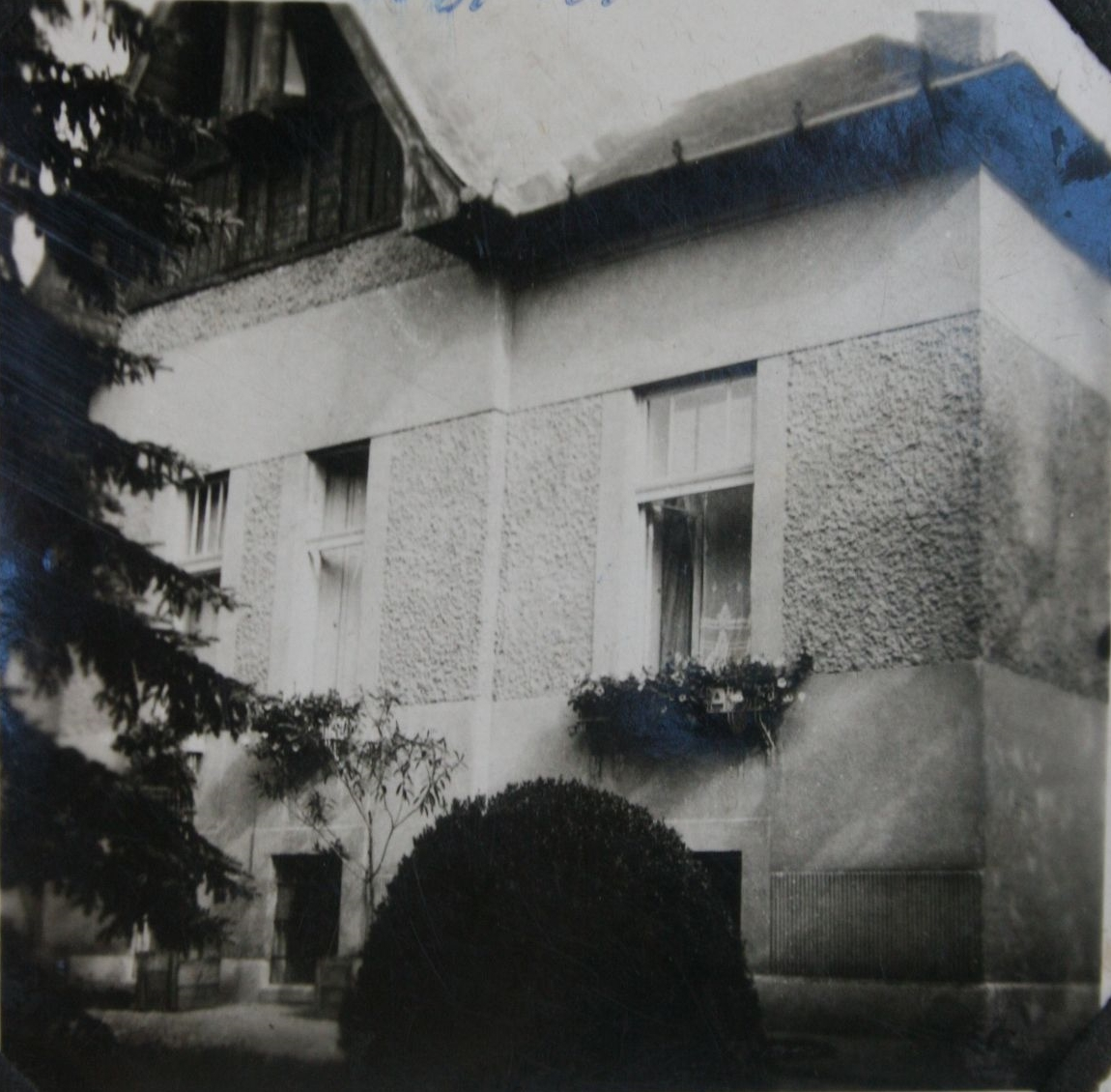
A Mittelmiller-villa, Budapest XVI. kerület, Ómátyásföld (eredeti állapot)

A Mittelmiller-villa Budapesten, a XVI. kerületben, Ómátyásföldön található az 1165 Budapest, Szilágyi Mihály u. 1. (Jókai Mór u. 26.) szám alatt.

## Története
A villát az 1910-es években építették, a pontos építési ideje és az eredeti építtető nem ismert. A szomszédos telkeket 1910-ben parcellázták, és az építkezések az első világháború kezdetkor leálltak. A konkrét építési idő 1911-1912-re tehető. Az épületet 1922-ben vásárolta meg Középesy (Mittelmiller) Kálmán (1850–1936) és neje, Középesy Kálmánné (szül. Desewffy Emília) (1854-1941) mint az első ismert tulajdonosok. Középesy Kálmán veje Dr. Szegedy Lajos, a Mátyásföldi Nyaralótulajdonosok Egyesületének elnöke volt 1929–1933 között. Az épület jelenleg helyi védettség alatt áll.